# Абдул Гаффар-хан
Хан Абдул Гаффар, Бадшах Хан, Бача Хан (урду فخر افغان خان عبد الغفار خان‎;
6 февраля 1890, Хаштнагар, Британская Индия — 20 января 1988, Пешавар, Пакистан) — политический и духовный лидер пуштунов, соратник и последователь Махатмы Ганди, призывавший к ненасильственному сопротивлению британским колонизаторам; основатель первой в мире профессиональной ненасильственной армии.

## Биография

### Ранние годы

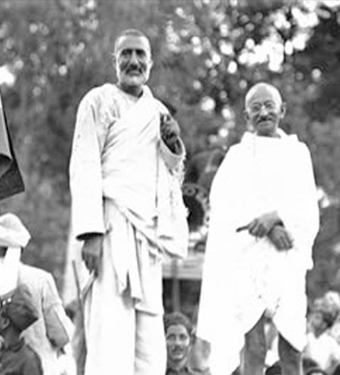
Абдул Гаффар-хан и Махатма Ганди в 1940-х годах.

Хан Гаффар родился в 1890 году недалеко от Пешавара. Его отец, Хан Бехрам, был вождём пуштунского племени мухаммадзаев. Гаффар стал вторым сыном Бехрама, который посещал английскую школу, что было необычно для того времени. На десятом году обучения ему предложили очень престижную должность в элитном подразделении для солдат-пуштунов в Британской индийской армии. Гаффар отказался, так как видел, что пуштуны, даже если они являлись высокопоставленными чиновниками, все равно были второсортными гражданами в своей собственной стране. Он захотел продолжить университетское образование, и его учитель предложил ему последовать за своим братом, Ханом Сахибом, и учиться в Лондоне. Он получил на это разрешение от своего отца, но мать Гаффара не желала отдавать ещё одного сына в Лондон, поскольку муллы предупредили её, что там он оторвётся от своей собственной культуры и религии.
Смирившись с невозможностью продолжить своё собственное образование, Гаффар начал думать о помощи другим. Он сделал своей целью просвещение неграмотных и необразованных пуштунов. Когда ему было 20 лет, Гаффар открыл свою первую школу в городе Утманзаи. Это был мгновенный успех, и вскоре он стал своим среди прогрессивно настроенных реформаторов. Несмотря на то, что Гаффар-хан столкнулся со многими трудностями, он трудился неустанно. Между 1915 и 1918 годами он посетил каждый из 500 районов провинции. Именно за эту самоотверженную деятельность его прозвали Бадхаш-ханом, то есть ханом ханов.

### «Худай Хидматгаран»
К этому времени Гаффар-хан уже мог ясно сформулировать свою цель как создание просвещённой, объединённой, независимой, светской Индии. Чтобы этого достичь, в 1926 году он возглавил новую массовую организацию «Пахтун Джирга» («Пуштунская Лига»), а в ноябре 1929 года создал добровольческие отряды «Худаи Хидматгаран» («Слуги Божьи»). «Худаи Хидматгаран» был профессиональной ненасильственной армией, основанной на военной дисциплине и вере в ненасилие, форму активного отказа от насилия, как это и сформулировано в тексте их присяги. Хан Гаффар призывал свой народ возвращать британские медали, отказываться от посещения британских университетов и не выступать в британских судах. Он был под впечатлением той мысли, что всякий раз, когда британские войска сталкивались с вооружённым восстанием, они в конечном счёте всегда побеждали восставших. Но этого нельзя сказать о тех, кто использовал против войск ненасилие. Он говорил:
Я собираюсь дать Вам такое оружие, которому полиция и армия не будут в состоянии противостоять. Это — оружие Пророка, но Вы не знаете об этом. Это — оружие Пророка, о котором Вы ещё не знаете. Это оружие — терпение и справедливость. Никакая власть на земле не может противостоять ему.
Абдул Гаффар-хан набрал своих первых волонтёров из числа молодых людей, которые окончили его школы. Активисты «Худаи Хидматгаран» красили свои рубашки в красно-коричневый цвет, и поэтому их называли «Краснорубашечники». Из добровольцев, которые приняли присягу, формировали взводы во главе с офицерами и учили основам армейской дисциплины. Добровольцы имели свои собственные флаги: в начале красный, позже — трёхцветный, волынки и барабаны. Мужчины носили красную униформу, а женщины — чёрную. У них были тренировки, знаки различия и вся иерархия военных званий. Хан Абдул Гаффар создал сеть комитетов, «Джиргас», созданных по типу традиционных племенных советов. Деревни были сгруппированы в большие группы, соответствующие районным комитетам. «Джиргас» провинции был верховной властью. Чиновники не избирались, так как Хан Абдул Гаффар хотел избежать соперничества между ними. Он назначил главнокомандующего, который, в свою очередь, назначил офицеров, которые служили под его началом. Армия была полностью добровольной и формировалась, главным образом, из крестьян, ремесленников и молодёжи. Организация объединила более чем 100 000 членов. Добровольцы шли в деревни и открывали школы, помогали в организации общественных работ и сборе средств.
Под влиянием Абдул Гаффар-хана движение защищало все ненасильственные протесты и находило им обоснование в исламе. Абдул Гаффар-хан не считал, что ислам и ненасилие несовместимы. Несмотря на это, движению было свойственно уважать все религии. Когда индусы и сикхи подверглись нападению в Пешаваре, члены «Худаи Хидматгаран» помогли защитить их жизни.
Святой Пророк Мохаммед пришёл в этот мир и учил нас: «Тот человек — мусульманин, который никогда не повредит никому ни словом, ни делом, но кто работает для пользы и счастья всех созданий Бога» Вера в Бога состоит в том, чтобы любить своих братьев.

Нет ничего удивительного в мусульманине, пуштуне, который, как и я, сделал своим кредо отказ от насилия. Это не новое кредо. Оно было известно ещё тысячу четыреста лет назад Пророку в то время, когда он был в Мекке.
Абдул Гаффар-хан всегда рассматривал испытания и несчастья, которым он подвергался непрерывно, как средства, которыми Всемогущий Аллах приготовлял его жизнь для высших целей. Будучи большим гуманистом, он страстно верил, что человеческая природа не была столь развращена, чтобы это не позволило уважать стремление к совершенствованию и в других. Благословения Аллаха, согласно Бадхаш-хану, пребудут с теми, кто подчиняется воле Аллаха и служит Всемогущему Аллаху через самоотверженные действия на пользу всего человечества в целом, независимо от касты, цвета, расы или религии.

### Резня на рынке Киса Кхавани
В 1930 году Махатма Ганди начал свой знаменитый «Соляной поход», в котором участвовали и «краснорубашечники». 23 апреля 1930 Гаффар-хан в городе Утманзаи произнёс речь, призывающую к неповиновению британскому правительству, и был арестован. Репутация Гаффар-хана как бескомпромиссного борца вдохновила местных горожан вступить в «Худаи Хидматгаран» и присоединиться к их протесту.
После того, как лидеры «Худаи Хидматгаран» были арестованы, большая группа людей собралась на рынке Кисса Кхавани. Поскольку британские войска двигались в сторону рынка, толпа возмущалась все громче и громче, хотя при этом не проявляла никакой агрессии. Британские броневики на большой скорости подъехали к рынку и задавили несколько человек. Толпа подтвердила свою верность отказу от насилия, обещая разойтись, если им дадут возможность подобрать всех своих раненых и убитых, и если британские войска уйдут с территории рынка. Британские войска отказались уехать, они получили приказ открыть автоматный огонь по невооружённой толпе. Члены «Худаи Хидматгаран» мужественно стояли под пулями, и не отвечали на насилие. Вместо этого многие повторяли «Аллах Акбар! Бог велик!» и сжимали в руках Коран, потому что они ясно понимали, что идут на смерть. Точное число убитых остаётся невыясненным: несколько сотен были убиты, многие ранены.
Британский индийский полк «Королевских гархвальских стрелков», отказался стрелять в толпу. Британский государственный служащий написал позже, что «едва ли какой-нибудь полк индийской армии заслужил бо́льшую славу в Первой мировой войне, чем „гархвальские стрелки“, и отказ этого полка стрелять по безоружным, ставший известным по всей Индии, привёл одних к нехорошим предчувствиям, а других к ликованию». Весь полк был арестован, и многие получили серьёзные наказания, вплоть до пожизненного заключения. Войска продолжали охотиться в Пешаваре на всех без разбора ещё в течение шести часов. Джин Шарп, написавший исследование о ненасильственном сопротивлении, так описывает происходящее в тот день:
Когда стоящие впереди падали, раненные выстрелами, то стоящие сзади выступали вперёд с обнажённой грудью и подставляли себя огню, так, что один из них получил двадцать одно пулевое ранение, но все люди твёрдо держались, не впадая в панику… Это продолжалось с 11 до 5 часов вечера. Когда число трупов стало слишком большим, приехали автомобили правительственной санитарной службы и убрали их.
В Пешаваре «Худай Хидматгаран» приняли на себя наибольшее страдание индийского народа в борьбе за независимость. Гаффар-хан позже написал, что это было потому, что англичане считали пуштунов, придерживающих ненасилия более опасными, чем сторонников насильственной борьбы. Из-за этого британцы делали всё, что они могли, чтобы вызвать их на ответное насилие, но успеха практически не добились.
Действия британской колониальной администрации против местного пуштунского и индийского населения вызвали волнения по всей британской Индии. Это вынудило английского короля (и императора Индии) Георга VI начать расследование этого происшествия. Британская Комиссия передала дело на рассмотрение председателю суда Нейматаллу Чодхри, верховному судье протектората Лакхнау. Как и во многих предыдущих случаях, британское правительство решило замять это происшествие, подкупив судью. Однако он отклонил все эти предложения, лично рассмотрел это преступление и вынес решение в пользу местных жителей Пешавара. Решение судьи было встречено ими с ликованием, так как правда и честность на этот раз восторжествовали. Действия Нейматалла Чодхри против Короля Георга VI заставили британские власти задуматься над их экстремистскими методами, которые они в то время применяли в Индии. Это был решающий момент в ненасильственной борьбе против англичан.
Стойкость убитых на рынке Кисса Кхавани привлекла к движению «краснорубашечников» много новых последователей, некоторые присоединились прямо на том самом месте, где был убит первый человек, и остались следы крови убитых. Гаффар-хан со своими товарищами вознёс молитву за мучеников и основал мемориал, как дань храбрым мужчинам Пешавара. Они повсеместно зажгли свечи, чтобы показать свою любовь к тем, кто предпочёл быть убитым, но не подчиниться британскому правительству. Хотя он и его товарищи были арестованы той же самой ночью, и мемориал был разрушен британскими силами, но кровь невинных людей не могла быть забыта. Мемориал снова был восстановлен и до сих пор остаётся на том же самом месте. Каждый год 23 апреля граждане Пешавара, чиновники, лидеры политических партий и профсоюзов, активисты и правозащитники, приезжают сюда, что отметить эту памятную дату. Гаффар-хан стал героем в обществе, привыкшем к насилию; несмотря на его либеральные представления, его непоколебимая вера и очевидная храбрость вызывали к нему огромное уважение. В течение всей своей жизни он никогда не терял веру в ненасильственные методы и в совместимость ислама и ненасилия. Его стали называть «Ганди Пограничного района».

### «Худаи Хидматгаран» и Индийский Национальный Конгресс
Движение непрерывно оказывалось под градом репрессий со стороны британских властей, и в 1930 году его лидер начал искать политических союзников в Индии. Отчаянно нуждаясь в помощи, они решили попроситься в Конгресс. Несмотря на первоначальную близость между Ханом Гаффаром и братьями Али, резкость их критики Ганди была противопоставлена в глазах Хана Гаффара терпению, проявленному Ганди. Конгресс предложил всю возможную помощь пуштунам в обмен на их присоединение к Партии Конгресса для борьбы за свободу Индии. Предложение было принято в августе 1931 года. Это подействовало на британские власти.
Гаффар-хан поддерживал близкую, духовную и свободную дружбу с Махатмой Ганди. «Худаи Хидматгаран» согласовывали свои действия с Индийским Национальным Конгрессом. Хан Гаффар был одним из старших и уважаемых членов Конгресса. Несколько раз, когда Конгресс не соглашался с Ганди по политическим вопросам, Хан Гаффар оставался его самым верным единомышленником. В 1931 году Конгресс предложил ему место президента, но он отказался: «Я — простой солдат и слуга Божий, и я хочу только служить». Он много лет оставался членом Рабочего Комитета ИНК.

### Британская тактика против «Худаи Хидматгаран»
Британцы имели обыкновение мучить нас, бросать нас в водоёмы зимой, брить наши бороды, но даже тогда Бадхаш-Хан призвал своих последователей не терять терпение. Он сказал, что "всегда есть ответ на насилие, который является ещё большим количеством насилия. Но ничто не может победить ненасилие. Вы не можете убить его. Оно поднимется снова. Британцы послали своих лошадей и автомобили, чтобы раздавить нас, но я взял мой платок в свой рот, чтобы удержаться от крика. Мы — просто люди, но мы никогда не должны кричать или возмущаться тем, что мы оказались ранены или физически слабы —
писал один из участников, Мушарраф Дин.
К 1931 году 5000 членов «Худаи Хидматгаран» и 2000 членов Партии Конгресса были арестованы. В 1932 году движение «краснорубашечников» изменило свою тактику и стало привлекать женщин к участию в движении. Это смущало многих индийских чиновников в консервативной Индии, в обществе же ещё более консервативных пуштунов нападать на женщин считалось совершенно недопустимым. Британцы бомбили деревню в Долине Бажадур в марте 1932 года и арестовали Абдулу Гаффар-хана, и вместе с ним более 4000 «краснорубашечников». Британские бомбардировки в пограничной области продолжались до 1936—1937 гг. потому, что «Индия — это полигон для активного обучения вооружённых сил, который нигде кроме не может быть найден в Империи», как заключил британский суд в 1933 году. Ещё одна тактика предполагала целый ряд методов от отравления до такого варварства, как кастрация, использованная против некоторых активистов. В своём послании от 23 сентября 1942 года Джордж Куннингэм призывал правительство: «непрерывно проповедуйте для мусульман опасность недопустимого соприкосновения с революционным индусским телом. Большинство соплеменников, кажется, отзываются на такие призывы».

### От Массового Движения к Политической партии
В 1936 году были проведены первые частичные выборы в Пограничных провинциях. Хану Гаффару было запрещено участвовать в выборах. Его брат, доктор Хан Сахиб, привёл партию к победе и стал главой правительства. Хан Гаффар возвратился в Пешавар 29 августа 1937 года, как триумфатор, ежедневная пешаварская газета «Кибир Мейл» назвала этот день самым счастливым днём его жизни. В течение двухлетнего правления при Сахиб-хане были проведены основные реформы, включая земельные реформы, поощрение обучения пуштунов и освобождение политических заключённых. По указанию Конгресса правительства восьми из одиннадцати областей подписали протест против того, что Англия не обещала предоставление независимости Индии после войны. Решение этого правительства уйти в отставку стало поворотным моментом в индийской истории, а в Пограничных областях оно стало инструментом для выхода на политическую арену групп, оппозиционных к движению «Худаи Хидматгаран».
Деградацию движения можно проследить, начиная с двух моментов. В 1939 году Конгресс решил прекратить протесты против британской политики на время Второй мировой войны. Это дало возможность мусульманской Лиге развиваться. Во-вторых, в 1940 году раскол произошёл в «Пуштун Залми», молодёжной организации при «Худаи Хидматгаран». Это случилось после того, как Хан Гаффар отказался признать результаты внутренних выборов 1940 года, на которых Салар Аслам-хан подавляющим большинством выиграл выборы на должность президента «Пуштун Залми». Позже он был разочарован своим решением, но продолжал утверждать, что на той ответственной стадии политической борьбы он мог доверять только своему сыну.
Нарушение принципа ненасилия произошло, когда сын Гаффар-хана, Гани-хан, 26/27 апреля 1947 года основал отделившуюся от основного движения группу, боевую организацию пуштунской молодёжи, имеющую огнестрельное оружие, цель которой состояла в том, чтобы защищать «краснорубашечников» и членов Партии Конгресса от насилия со стороны активистов Мусульманской Лиги. Оно не имело никакой связи с «Худаи Хидматгаран». Трагические последствия этого состояли в падении популярности принципов, на которых стояло правительство Хана Сахиба.

### Разделение Индии
Гаффар-хан настоятельно выступал против разделения Индии. Партия Конгресса отказалась от всех компромиссов, необходимых для предотвращения разделения страны, таких как план миссии Кабинета или предложение Ганди, состоящее в том, чтобы предложить пост премьер-министра Мухаммеду Али Джинне. В результате Хан Гаффар и его сторонники почувствовали себя преданными как Пакистаном, так и Индией. Гаффар-хан искал желающих участвовать в бойкоте, но большинство уже приняло присягу верности новому правительству Пакистана. В феврале 1948 года он тоже принял присягу. Он обратился с короткой речью к пакистанскому Учредительному Собранию и объявил свою поддержку Пакистану. Его движение «Худаи Хидматгаран» также выразило свою преданность Пакистану и разорвало все связи с ИНК.
Обретение независимости Пакистаном в августе 1947 года означало начало конца для движения «Худаи Хидматгаран». Доктор Хан Сахиб был заменён бывшим членом Конгресса Ханом Абдулом Кэйюмом. Мухаммед Али Джинна дал Хану Кэйюму полную свободу действий по отношению и к Конгрессу, и к «Худаи Хидматгаран». Как часть мероприятий по подавлению сопротивления, в домах активистов были проведены обыски и просто грабежи. В некоторых случаях мужчины были раздеты донага в присутствии своих матерей и сестёр и им брили бороды, что являлось большим оскорблением для пуштунов.
Несмотря на провокации и очевидное двойственное отношение к созданию Пакистана, лидеры «Худаи Хидматгаран» возобновили свою работу в Сардарибе 3 и 4 сентября 1947 года и приняли решение о признании независимости Пакистана, и о том, что они воздержатся от создания любого вида проблем и трудностей для нового государства. Однако Хан Кэйюм и правительство страны уже решили, что не будет никакого сотрудничества. Организация была объявлена вне закона в середине сентября 1948 года, что сопровождалось массовыми арестами, и центр в Сардарибе был разрушен.

### События в Бабра Шариф
В 1948 году в районе Чарсадда вооружённые отряды местного провинциального правительства по распоряжению Абдула Кейюма стреляли в безоружных рабочих-«краснорубашечников». На провинциальном собрании Абдул Кэйюм сказал: «Люди не расходились, поэтому против них был открыт огонь. Судьба дала им шанс, что у полиции закончились боеприпасы; иначе бы мы ни одного не оставили бы в живых». Гаффар-хан находился под домашним арестом без всякого обвинения с 1948 до 1954 годы. 20 марта 1954 года он снова произнёс речь в здании учредительного собрания с осуждением массового убийства его сторонников:
Я вынужден был много раз оказываться в тюрьме во время британского правления. Хотя мы были в ссоре с ними, все же их отношение ко мне было до некоторой степени терпимым и вежливым. Но то, что было отмерено нам в этом нашем исламском государстве, было таким, что я даже не хотел бы и напоминать вам об этом…
Движение продержалось до 1955 года, когда оно было снова запрещено центральным правительством из-за оппозиции Хана Гаффара объединению Западного Пакистана в единую провинцию. Было сделано предложение ввести Гаффар-хана в правительство в качестве министра, и превратить движение «Худаи Хидматгаран» в общественную организацию, но Хан Гаффар отклонил эти предложения. Движение критиковалось за оппозицию разделу Индии, и, тем самым, за неуважение к созданию независимого Пакистана. В результате оно было расценено как сепаратистское, а в 1950-х и 1960-х ещё и как прокоммунистическое. Это был аргумент, который использовался консерваторами, чтобы дискредитировать движение как антиисламское. В 1972 году с движения «Худаи Хидматгаран» запрет был снят, но оно уже было сломлено.

### Последние годы жизни
Повторно арестованный в 1956 году за свою оппозиционную деятельность, он оставался в тюрьме до 1959 года. После этого согласился сменить тюрьму на изгнание и переехал в Афганистан, в Кабул. В 1962 году «Международная Амнистия» назвала Гаффар-хана «Заключённым Года»:
Его пример символизирует страдание более миллиона «узников совести», находящихся в тюрьмах по всему миру
В 1969 году была издана его книга «Моя жизнь и борьба: Автобиография Бадшах-хана». В том же году Гаффар-хан был приглашён в Индию на празднование столетия со дня рождения Махатмы Ганди. Это было его первое посещение Индии после обретения ей независимости. Хан до конца жизни считал, что мусульманам и индусам лучше жить вместе, и сожалел о трениях между двумя странами. В 1985 он снова посетил Индию и участвовал в столетнем юбилее ИНК. В том же году он был выдвинут кандидатом на получение Нобелевской премии мира. В 1987 стал первым неиндийцем, удостоенным ордена Бхарат Ратна — высшей гражданской награды Индийской республики .
Гаффар-хан умер в Пешаваре 20 января 1988 года, в возрасте 98 лет, находясь под домашним арестом, и был похоронен в Джелалабаде согласно его воле. Хотя он неоднократно был в тюрьме и подвергался преследованиям, 
на его похоронах присутствовали десятки тысяч людей, они прошли по горному перевалу Кибир от Пешавара до Джелалабада. На время его похорон было объявлено прекращение огня как со стороны советских и афганских войск, так и со стороны афганских моджахедов. Для прощания с Гаффар-ханом впервые за тридцать лет в Пакистан приехал индийский премьер-министр Раджив Ганди.